# Рокете ди Фацио
Рокете ди Фaцио (итал. Rocchette di Fazio) је насеље у Италији у округу Гросето, региону Тоскана.
Према процени из 2011. у насељу је живело 35 становника. Насеље се налази на надморској висини од 463 м.